# Furadouro (Sabacheira)
Furadouro, é uma pequena aldeia na freguesia da Sabacheira, Município de Tomar, Distrito de Santarém, Portugal, com uma população de 79 habitantes (2021) e uma área de 0,43 Km².

## Património
- Capela de Nossa Senhora de Fátima